# Cubículo

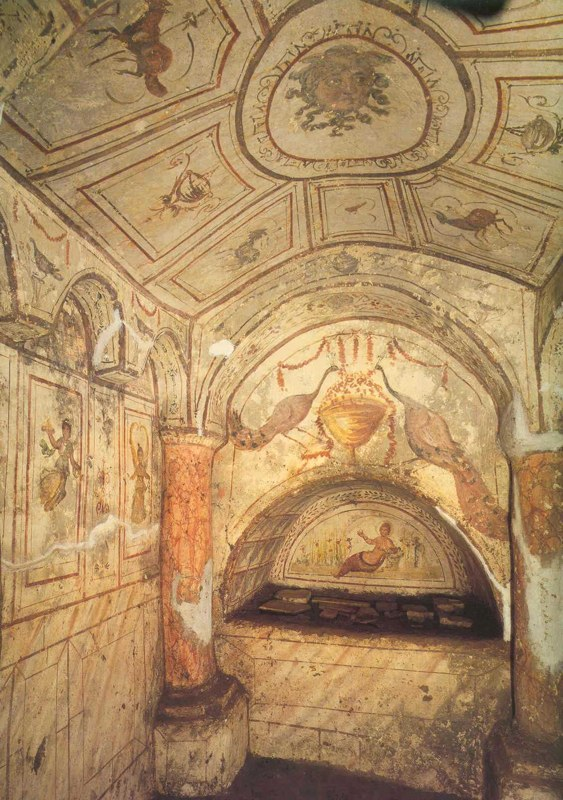
Cubiculum de Tellus en la catacumba de la Via Dino Compagni, Roma.

La palabra cubículo (en latín cubiculum) se refiere a las habitaciones de la domus (casa romana) que se disponían en torno al atrium y cuya función era de dormitorio; pero que extendió su significado para designar también las cámaras funerarias de las catacumbas romanas.

## Sacrum Cubiculumycubicularius
En el Palatium imperial romano del Monte Palatino, y luego en el Gran Palacio de Constantinopla, se denominaba Sacrum Cubiculum al dormitorio imperial y a la institución política que se estableció en su torno, a cargo del cubicularius  (parakoimomenos), que pasó de ser un puesto de servicio doméstico a convertirse en un alto funcionario de la administración.

## Etimología
Proviene del verbo cubare ("yacer", inicialmente "plegarse") de la raíz indoeurupea *keu(b)- ("plegar, dar la vuelta") y el sufijo latino -clom, que denota lugar.

## Presencia en videojuegos
El 2 de diciembre de 2021 el desarrollador Flauros publica en PlayStore un videojuego llamado Cubiculum.